# Mogul Mowgli
Mogul Mowgli ist ein Filmdrama von Bassam Tariq, das im Februar 2020 im Rahmen der Filmfestspiele in Berlin seine Premiere feierte und am 30. Oktober 2020 in die Kinos im Vereinigten Königreich kam.

## Handlung
Der 1990 geborene, britisch-pakistanische Rapper Zed hat gerade in New York sein bislang größtes Konzert gegeben, als seine Managerin Vaseem ihm von einer geplanten Tournee in Europa erzählt. Diese soll in London beginnen. Seine Freundin Bina will keine Beziehung, wenn er immer unterwegs und auf dem Sprung ist.
Zed will die Tage vor dem Start seiner Tournee nutzen, etwas Zeit mit seiner Familie zu verbringen und fliegt nach London, wo seine Eltern leben, die er seit zwei Jahren nicht gesehen hat. Der Vater betreibt dort noch immer das pakistanische Restaurant, das er früher schon betrieb, und auch Zeds altes Zimmer ist noch so, wie er es verlassen hat. Er hört sich durch Aufnahmen von ihm aus Kindertagen auf Kassette und die alten Qawwali-Bänder. Er wird wieder mit der Kultur konfrontiert, die er in den USA teils vergessen hatte, wohingegen er in seinen Songs durchaus seine Erfahrungen als Migrant verarbeitete.
Nachdem er bereits mehrere Male ein Taubheitsgefühl im Bein verspürte, bricht Zed zusammen und erwacht im Krankenhaus. Nach einer Biopsie, bei der ihm Muskelgewebe entnommen wird, wird Zed mit der Diagnose konfrontiert. Er hat eine Autoimmunerkrankung, bei der sein Körper seine eigenen Muskeln angreift und schwächt. Da es keine Chance auf Heilung gibt und sich sein Zustand nicht bessert, schlägt man ihm eine experimentelle Therapie vor, die jedoch ähnliche Nebenwirkungen hat, wie eine Chemotherapie und seine Fruchtbarkeit mindern oder zerstören kann.
Sein konservativer Vater Bashir misstraut der westlichen Medizin ebenso wie der westlichen Musik. Er ruft daher einen Heiler zu Hilfe, der seinen Sohn schröpft. Zed erträgt es nicht, seine Eltern über seine weitere Behandlung streiten zu sehen. Seine Managerin Vaseem will die Tournee nicht mit ihm machen, weil er sich erst einmal um seine Gesundheit kümmern soll. An seiner statt soll ihn der Rapper RPG, für den Zed immer das größte Vorbild war, auf der Tournee ersetzen. Hierfür würde Vaseem gerne Zeds neusten Song Toba Tek Singh verwenden, den er verkaufen und RPG bei der Tour singen soll, doch Zed hält nicht viel von der Kunst seines "Kollegen" und dessen eigenen Texten. Der glaubt hingegen, sie seien sich ähnlich.
Erst glaubt Zed bald wieder fit zu werden, doch schnell kann er sich kaum mehr selbständig bewegen. In Visionen sieht Zed immer wieder einen dicken Mann, dessen Gesicht von einem pakistanischen Blumenschmuck verdeckt wird. Bevor er sein Sperma für ein Einfrieren spendet ruft Zed seine Ex-Freundin an, um sie zu fragen, ob er ihren Namen in die Papiere für das gefrorene Sperma schreiben darf. Nachdem sie ohne zu antworten das Gespräch beendet, gibt Zed eine Probe seiner Spucke ab.
Nachdem Zeds Infusionstherapie beginnt, kann er schnell zumindest wieder laufen, was ihn vor Freude weinen lässt. Er geht zu seinen Eltern, wo seine Kräfte zurückkehren. Auch seine Stimme bekommt er wieder, so gut, dass er zusammen mit seinem Vater Toba Tek Singh mitsingen kann, als das Lied von RPG im Radio gesungen wird.

## Produktion

### Stab, Filmtitel und Besetzung

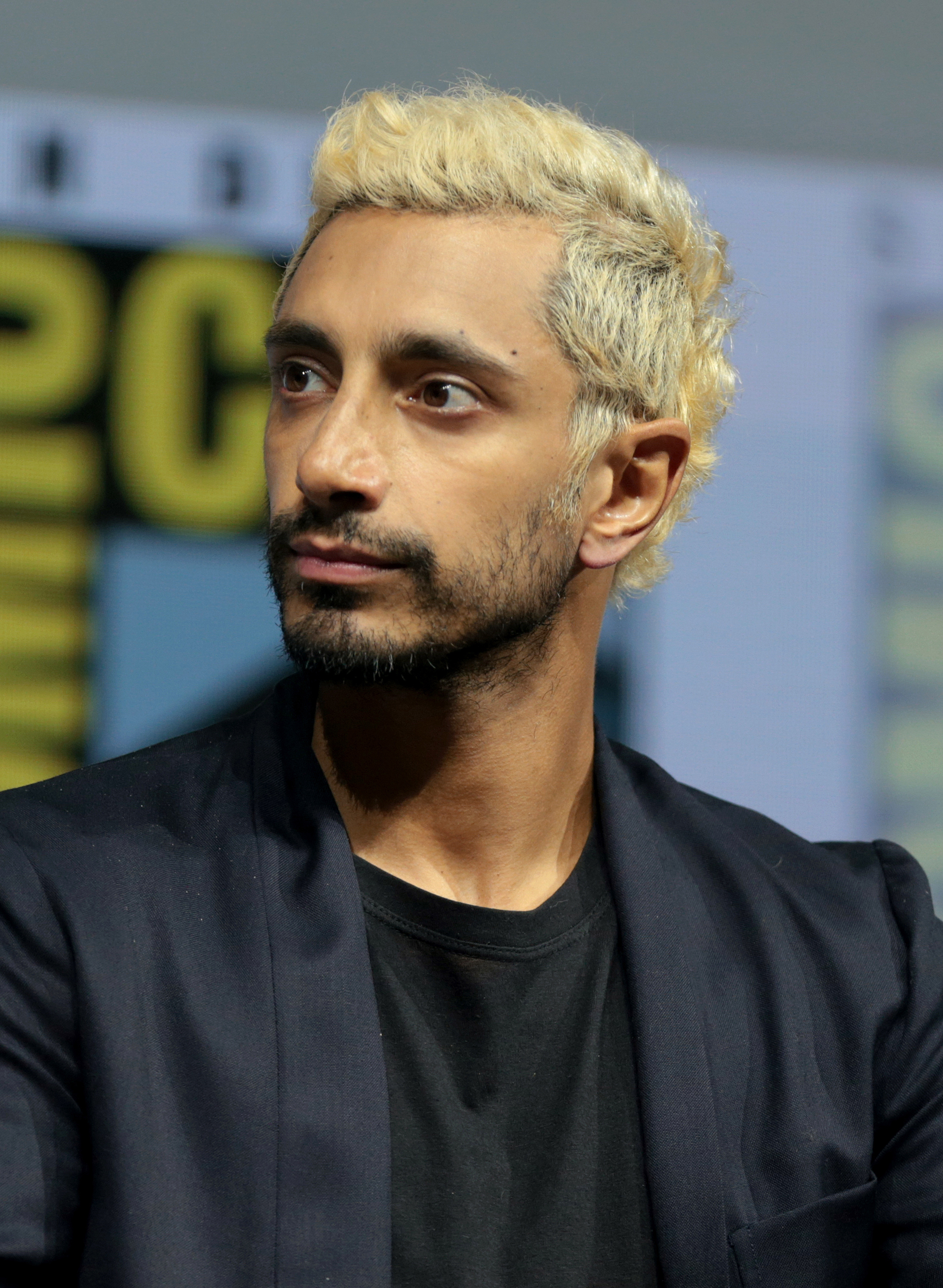
Riz Ahmed übernahm die Rolle des jungen, britischen Rappers Zed, der von einer schweren Krankheit niederstreckt wird

Regie führte Bassam Tariq, der gemeinsam mit Riz Ahmed auch das Drehbuch schrieb. Ahmed ist im Film zudem in der Hauptrolle des jungen, britischen Rappers Zed zu sehen. Bereits in seinem letzten Film Sound of Metal spielte Ahmed einen Musiker, dessen Karriere durch eine Krankheit ins Wanken gerät. Der Titel des Films stammt aus einem Song der Swet Shop Boys, bei der Ahmed unter dem Namen Riz MC ist, in dem ausführlich beschrieben wird, wie es ist, zwischen verschiedenen Identitäten hin- und hergerissen zu werden. Wie die von ihm gespielte Figur stammen auch Ahmeds Eltern aus Pakistan, und er wuchs ebenfalls, als bekennender Muslim, in England auf. Für den eigentlichen Dokumentarfilmer Bassam Tariq handelt es sich um das Regie- und Drehbuchdebüt bei einem Spielfilm. 
Aiysha Hart übernahm die Rolle von Zeds Freundin Bina, Alyy Khan spielt seinen Vater Bashir und Anjana Vasan seine Managerin Vaseem. Nabhaan Rizwan übernahm die Rolle seines verhassten Rivalen Majid oder MAJID, der ihn als Rapper RPG auf der Tournee vertritt.

### Dreharbeiten und Filmaufbau
Die Dreharbeiten fanden im Frühjahr 2019 in und um London statt, anfänglich unter Mughal Mowgli. Als Kamerafrau fungierte Annika Summerson. Zeds Konflikt zwischen zwei Kulturen, der westlichen und der pakistanischen, zeigt Tariq unter anderem durch dessen Halluzinationen. Der Mann mit Blumenschmuck vor dem Gesicht, den Zed hierbei sieht, ist von der Folklore von Toba Tek Singh inspiriert. Stadt und Bezirk sind nach einer religiösen Sikh-Figur namens Tek Singh benannt. Die Legende besagt, dass Singh, ein gutherziger Mann war, der erschöpften und durstigen Reisenden Schutz bot. Toba Tek Singh ist auch der Titel einer Kurzgeschichte des pakistanischen Autors Saadat Hasan Manto aus dem Jahr 1955, der darin die Beziehung zwischen Indien und Pakistan satirisch behandelt.
Der Film bedient sich zudem visuell lange vergessener Kindheitserinnerungen, die zurück an die Oberfläche kommen. Diese mischen sich mit den Erinnerungen der Flucht seines Vaters aus dem geilten Indien. Bilder wie diese nutzt der Regisseur, um die abstrakte Natur unseres Unterbewusstseins zu erfassen, und sie fingen dessen Verwirrungen perfekt ein, so Kaleem Aftab vom Online-Filmmagazin Cineuropa. Yasmin Polat schreibt im fluter – Magazin der Bundeszentrale für politische Bildung, Zed habe es nicht einfach, und vielen Kindern, die mehrere Identitäten in sich vereinen, gehe es ähnlich: „Die soziale Herkunft kann sehr bestimmend und Familienstrukturen können schwer zu durchbrechen sein. Dazu kommt, dass traumatische Erinnerungen – zum Beispiel an einen Krieg oder eine Flucht – von einer Generation an die nächste weitergegeben werden können.“ Manchmal, das zeige Mogul Mowgli, machten sie einen sogar verrückt, so Polat.

### Filmmusik und Begleitalbum
Die Filmmusik komponierte Paul Corley. Die Lyrics zu den Songs im Film stammen von Ahmed. In erster Linie sei der Film persönlich, andererseits aber auch politisch, so Ahmed. Er verwendete einen Teil der Songs aus dem Film für sein Album The Long Goodbye, in dem es um Großbritannien geht und wie es sich anfühlt, von einem Land abgelehnt zu werden, das man als seine Heimat empfindet. Das Album, auf dem sich neben Toba Tek Singh auch der Song Fast Lava befindet, den Ahmed zu Beginn des Films performt, wurde nebst eines gleichnamigen Kurzfilms Anfang März 2020 veröffentlicht.

### Veröffentlichung
Ab 21. Februar 2020 wurde der Film im Rahmen der Filmfestspiele in Berlin in der Sektion Panorama vorgestellt und feierte hier seine Premiere. Da der Film bereits für die 55. Ausgabe des Filmfestivals Karlovy Vary ausgewählt worden war, dieses jedoch wegen der Coronavirus-Pandemie abgesagt wurde, erfolgten Anfang Juli 2020 im Rahmen der Initiative „KVIFF at Your Cinema“ Vorstellungen, wo er als einer von insgesamt 16 Filmen neun Tage lang in verschiedenen Kinos in Tschechien gezeigt wurde. Ende September, Anfang Oktober 2020 wurde er beim Vancouver International Film Festival gezeigt. Im Oktober 2020 wurde er im Rahmen der Semana Internacional de Cine de Valladolid und beim London Film Festival vorgestellt und kam am 30. Oktober 2020 in die Kinos im Vereinigten Königreich. Im April 2021 wurde er beim Seattle International Film Festival gezeigt.

## Rezeption

### Kritiken
Der Film wurde von 93 Prozent aller bei Rotten Tomatoes erfassten Kritiker positiv bewertet mit durchschnittlich 7,4 der möglichen 10 Punkte. Auf Metacritic erhielt der Film einen Metascore von 71 von 100 möglichen Punkten.
Guy Lodge von Variety schreibt, auch wenn es sich bei dem Film um ein ziemlich traditionelles Vater-Sohn-Melodram handele, dürfe man nicht den Fehler machen Riz Ahmeds Darstellung zu unterschätzen. Dieser liefere mit seiner musikalischen Begabung sowie seiner persönlichen Geschichte einen Subtext und damit eine Reflexion über einen Platz, den viele Künstler mit Migrationshintergrund in der westlichen Kultur einnehmen.

### Auszeichnungen
British Academy Film Awards 2021
- Nominierung als Bester britischer Film[26]

British Independent Film Awards 2020
- Auszeichnung für die Beste Filmmusik (Paul Corley)
- Auszeichnung für das Beste Debüt-Drehbuch (Riz Ahmed)
- Nominierung für das Beste Drehbuch (Riz Ahmed & Bassam Tariq)
- Nominierung als Bester Schauspieler (Riz Ahmed)
- Nominierung als Bester Nebendarsteller (Alyy Khan)
- Nominierung für den Besten Ton (Paul Davies, Robert Farr, Nigel Albermaniche & Ian Morgan)
- Nominierung für das Beste Casting (Annika Summerson)[27]

Internationale Filmfestspiele Berlin 2020
- Nominierung als Bester Erstlingsfilm[28]
- Auszeichnung mit dem FIPRESCI-Preis in der Sektion Panorama

London Critics’ Circle Film Awards 2021
- Auszeichnung als Bester britischer Darsteller (Riz Ahmed, auch für Sound of Metal)[29]

Miami Film Festival 2021
- Auszeichnung mit dem Alacran Music in Film Award (Riz Ahmed)[30]

Semana Internacional de Cine de Valladolid 2020
- Nominierung als Bester Film in der Sektion Meeting Point